# Norakert
Pour l’article homonyme, voir Norakert (Gegharkunik).
Norakert (en arménien Նորակերտ) est une communauté rurale du marz d'Armavir, en Arménie. Elle compte 3 228 habitants en 2009.